# Bolesławiec (gemeente in powiat Bolesławiecki)
De gemeente Bolesławiec is een landgemeente in het Poolse woiwodschap Neder-Silezië, in powiat Bolesławiecki.
De zetel van de gemeente is in Bolesławiec.
Op 30 juni 2004 telde de gemeente 12 190 inwoners.

## Oppervlakte gegevens
In 2002 bedroeg de totale oppervlakte van gemeente Bolesławiec 288,93 km², waarvan:
- agrarisch gebied: 41%
- bossen: 40% (Bory Dolnośląskie)

De gemeente beslaat 22,17% van de totale oppervlakte van de powiat.

## Demografie
Stand op 30 juni 2004:
| Omschrijving                   | Totaal | Totaal | Vrouwen | Vrouwen | Mannen | Mannen |
| ------------------------------ | ------ | ------ | ------- | ------- | ------ | ------ |
| eenheid                        | aantal | %      | aantal  | %       | aantal | %      |
| inwoners                       | 12 190 | 100    | 6121    | 50,2    | 6069   | 49,8   |
| bevolkingsdichtheid (inw./km²) | 42,2   | 42,2   | 21,2    | 21,2    | 21     | 21     |

In 2002 bedroeg het gemiddelde inkomen per inwoner 1388,87 zł.

## Administratieve plaatsen (sołectwo)
Bolesławice, Bożejowice-Rakowice, Brzeźnik, Chościszowice, Dąbrowa Bolesławiecka, Dobra, Golnice, Kozłów, Kraszowice, Kraśnik Dolny, Kraśnik Górny, Krępnica, Kruszyn, Lipiany, Łaziska, Łąka, Mierzwin, Nowa, Nowa Wieś, Nowe Jaroszowice, Ocice, Otok, Parkoszów, Stara Oleszna, Stare Jaroszowice, Suszki, Trzebień, Trzebień Mały, Żeliszów.

## Aangrenzende gemeenten
Gromadka, Lwówek Śląski, Nowogrodziec, Osiecznica, Szprotawa, Warta Bolesławiecka